# Karghilik
Karghilik is een arrondissement in Kashgar, langs de zuidelijke tak van de Zijderoute in de Chinese autonome regio Xinjiang, 270 kilometer ten zuidoosten van Kashgar. In Karghilik start de nationale weg G219 naar Lhatse in Tibet.
De 15e-eeuwse Jama Masjid ligt midden in de tussen arcaden gelegen bazaar.